# Max Hrelja
Max Hrelja, född 30 januari 1998, är en svensk friidrottare (häcklöpning) tävlande för Malmö AI. Han vann SM-guld på 110 meter häck år 2019, 2020 och 2021 samt på 60 meter häck inomhus 2020, 2021, 2023 och 2024.

## Karriär
Hrelja deltog i 110 meter häck i juli 2015 på ungdoms-VM i Cali, Colombia. Han tog sig från försöken vidare till finalen där han kom på en femteplats.
Vid Junior-EM 2017 i Grosseto, Italien, deltog Hrelja på korta häcken. Efter att ha vunnit både sitt försöksheat och sitt semifinalheat sprang han i finalen in på fjärde plats.
Hrelja deltog i Inomhus-EM på 60 meter häck 2019 i Glasgow, Storbritannien samt 2021 i Toruń, Polen.
I februari 2022 vid inomhus-SM tog Hrelja silver på 60 meter häck med ett lopp på 7,77 sekunder, endast en hundradel bakom guldmedaljören Joel Bengtsson.

## Personliga rekord
| Utomhus - 100 meter – 10,62 (Lund, Sverige 29 juni 2022) - 200 meter – 21,93 (Norrköping, Sverige 15 juni 2015) - 110 meter häck – 13,42 (Budapest, Ungern 20 augusti 2023) | Inomhus - 60 meter – 6,84 (Växjö, Sverige 18 januari 2020) - 200 meter – 23,23 (Norrköping, Sverige 6 januari 2014) - 60 meter häck – 7,70 (Malmö, Sverige 19 februari 2023) |